# Dziennik Literacki
«Dziennik Literacki» — польський літературний журнал демократичного напряму, виходив у Львові протягом 1852–1854 та 1856—1870.
Серед редакторів був Кароль Шайноха.